# モッロ・レアティーノ
モッロ・レアティーノ（伊: Morro Reatino）は、イタリア共和国ラツィオ州リエーティ県にある、人口約340人の基礎自治体（コムーネ）。

## 地理

### 位置・広がり
リエーティ県北部のコムーネ。県都リエーティから北へ14kmの距離にある。

#### 隣接コムーネ
隣接するコムーネは以下の通り。括弧内のTRはテルニ県所属を示す。
- アッローネ (TR)
- コッリ・スル・ヴェリーノ
- ラブロ
- ポリーノ (TR)
- リヴォドゥトリ

### 気候分類・地震分類
モッロ・レアティーノにおけるイタリアの気候分類 (it) および度日は、zona E, 2721 GGである。
また、イタリアの地震リスク階級 (it) では、zona 2A (sismicità media) に分類される。

## 行政

### 分離集落
モッロ・レアティーノには、以下の分離集落（フラツィオーネ）がある。
- Cerqueto, Collatea, La Croce, La Scilga, Le Casette, Santarioli, San Valentino, Torricella, Valliola